# جوآنا (کارولینای جنوبی)
جوآنا (به انگلیسی: Joanna) یک منطقهٔ مسکونی در ایالات متحده آمریکا است که در شهرستان لارنس، کارولینای جنوبی واقع شده‌است. جوآنا ۸٫۲ کیلومتر مربع مساحت و ۱٬۶۰۹ نفر جمعیت دارد و ۱۸۳ متر بالاتر از سطح دریا واقع شده‌است.